# Pleasant Valley (Alaska)
Pleasant Valley és una concentració de població designada pel cens dels Estats Units a l'estat d'Alaska. Segons el cens del 2007 tenia 733 habitants.

## Demografia
Segons el cens del 2000, Pleasant Valley tenia 623 habitants, 219 habitatges, i 162 famílies La densitat de població era de 7,9 habitants/km².
Dels 219 habitatges en un 41,1% hi vivien nens de menys de 18 anys, en un 65,3% hi vivien parelles casades, en un 6,4% dones solteres, i en un 25,6% no eren unitats familiars. En el 19,2% dels habitatges hi vivien persones soles el 2,3% de les quals corresponia a persones de 65 anys o més que vivien soles. El nombre mitjà de persones vivint en cada habitatge era de 2,84 i el nombre mitjà de persones que vivien en cada família era de 3,29.
Per edats la població es repartia de la següent manera: un 31% tenia menys de 18 anys, un 4,8% entre 18 i 24, un 31% entre 25 i 44, un 30,8% de 45 a 60 i un 2,4% 65 anys o més.
L'edat mediana era de 36 anys. Per cada 100 dones hi havia 109,1 homes. Per cada 100 dones de 18 o més anys hi havia 100,9 homes.
La renda mediana per habitatge era de 49.464 $ i la renda mediana per família de 41.719 $. Els homes tenien una renda mediana de 50.750 $ mentre que les dones 22.969 $. La renda per capita de la població era de 18.633 $. Aproximadament el 10,1% de les famílies i el 7% de la població estaven per davall del llindar de pobresa.

## Poblacions més properes
El següent diagrama mostra les poblacions més properes.